# Jean-Yves Delitte
Jean-Yves Delitte, né le 17 octobre 1963 à Bruxelles (province de Brabant), est un auteur de bande dessinée et peintre de marine belge francophone, qui utilise occasionnellement le pseudonyme de Stom.

## Biographie
Jean-Yves Delitte naît le 17 octobre 1963 à Bruxelles. Après des études d'architecture et design, Jean-Yves Delitte publie ses premières planches de bande dessinée dans le magazine Ice Crim's en 1984. L'année suivante, il fait son entrée dansTintin avec un récit complet écrit par Yves Duval. Sur un scénario de Philippe Richelle, il crée le personnage de Donnington, dont trois albums sont publiés aux Éditions du Lombard pour les deux premiers en 1989 et 1990, le troisième étant publié aux éditions Hélyode en 1995. Il entreprend ensuite plusieurs séries, seul ou avec des scénaristes : Les Coulisses du pouvoir, Le Neptune, Les Nouveaux Tsars, Belem, Black Crow, Le Sang des lâches... En 2017, avec les éditions Glénat, il dirige une nouvelle collection sur le thème des « grandes batailles navales ». En 2023, la collection comporte 20 titres.
Il est peintre officiel de la Marine, membre titulaire de l'Académie des Arts et Sciences de la Mer et architecte-designer de formation. Il est, depuis mai 2016, le président des peintres belges de marine. Il porte également la Croix de chevalier de l'ordre de la Couronne,.
Selon Patrick Gaumer : « De facture classique, l'œuvre réaliste de Jean-Yves Delitte, servie par son activité d'architecte, renouvelle agréablement des thématiques grand public, comme l'aventure, la marine ou la spéculation scientifique. ».

## Œuvres

Des navires dessinés par Jean-Yves Delitte
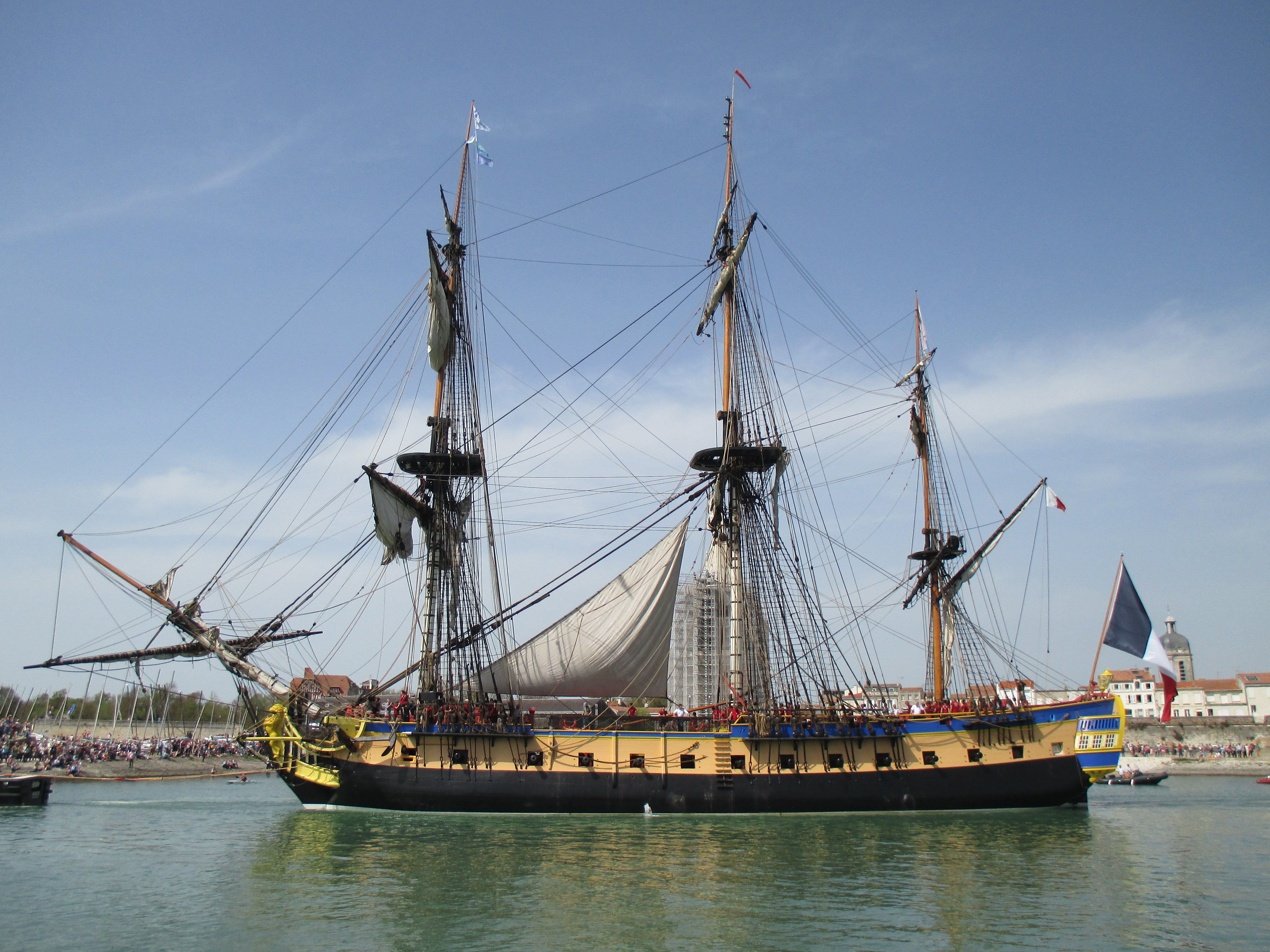
L'Hermione.
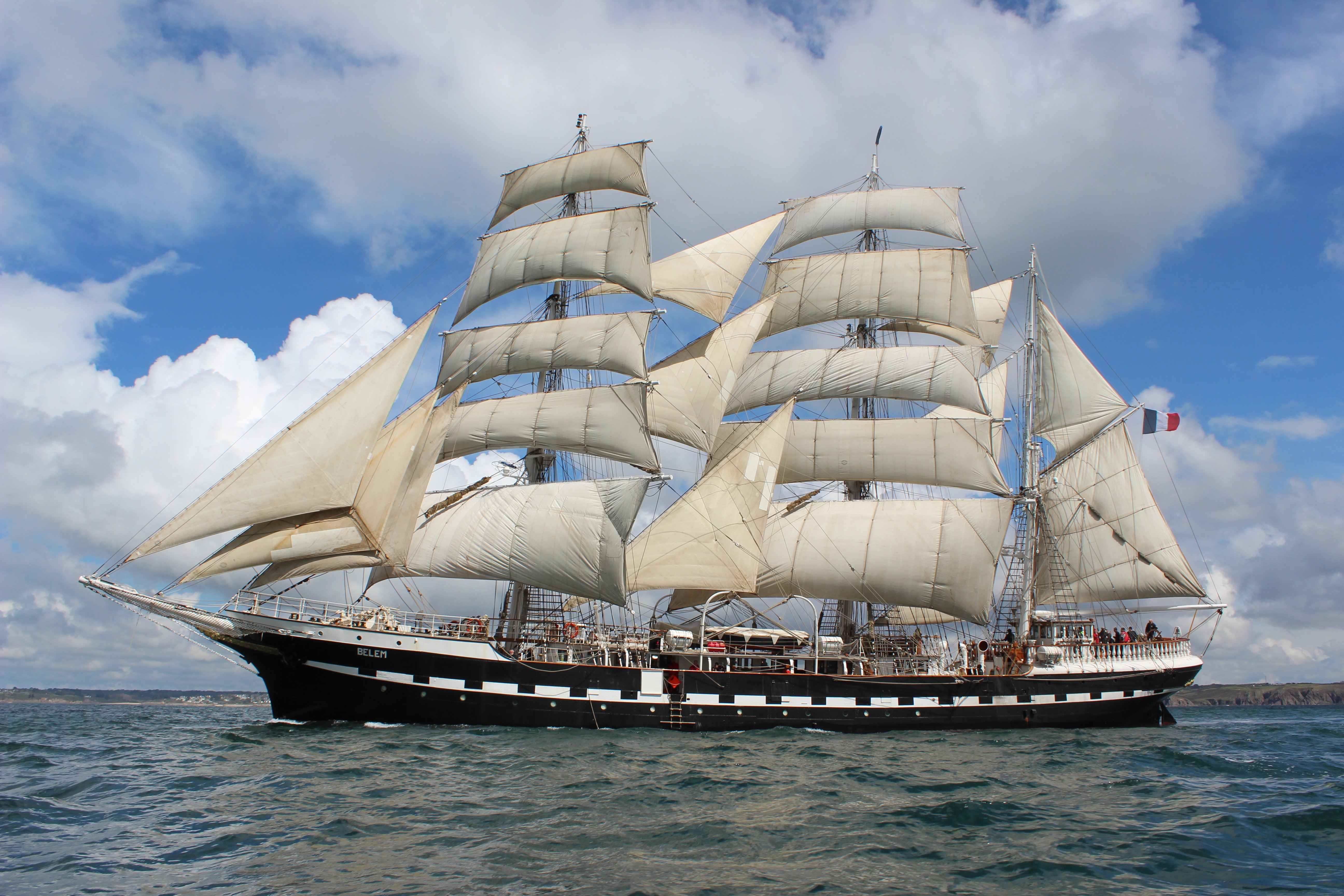
Le Belem.

### Collectifs
- Carrément Bruxelles - Ronduit Brussel, Glénat, coll. « Carrément 20/20 », Grenoble, septembre 2005
Scénario : collectif - Dessin : collectif dont Jean-Yves Delitte - Couleurs : quadrichromie -  (ISBN 2-87176-218-X)

### Expositions personnelles
- La Bande Dessinée… à l’abordage[58],[32], Le Louvre des Antiquaires, Paris du 3 juin au 2 août 2009.

## Prix et distinctions
- Chevalier de l'ordre de Léopold[7].